# Sant Antoni de Coborriu de la Llosa
Sant Antoni de Coborriu de la Llosa és una església de Lles de Cerdanya (Baixa Cerdanya) protegida com a Bé Cultural d'Interès Local.

## Descripció
La capella presenta tres parets i planta quadrada amb obertura frontal en direcció sud-oest. En l'actualitat l'accés a l'interior de la capella està barrat per una reixa de fusta amb porta; aquesta és també de fusta i presenta la meitat de barrots i la part inferior dues creus tallades. La coberta és de teula a doble vessant i l'interior està arrebossat amb calç. Al centre i adossat a la paret nord hi ha un petit altar sobre el qual s'hi obre una fornícula per a la imatge del sant. Actualment la fornícula està buida. El pedestal de l'altar està decorat amb pintures que representen un crismó. Motius vegetals i florals envolten la fornícula coronada per una creu també pintada.